# シュタンス
シュタンス（ドイツ語: Stans）は、スイス・ニトヴァルデン準州にある基礎自治体 ( ゲマインデ ) で、同準州の州都。2007年の人口は7,579人で、外国籍の住人が12%を占めている。

## 歴史
シュタンスが書物等に初めて記述されたのは1172年。1798年フランス軍が押し寄せたが、彼らが設立したヘルヴェティア共和国に、ニトヴァルデン地域は参加しなかった。教育者のヨハン・ハインリヒ・ペスタロッチは、フランス軍の侵攻により孤児となった子供たちを集めて学校を開いた。青空集会"Landsgemeinde"は1997年に廃止となるまで、毎年この街で開かれていた。

## 産業
650の地域産業があり、6,900人の雇用者がいる。これらの2%が農業に、37%が貿易と工業に、61%がサービス産業に従事している。